# Csőrösmellű teknős
A csőrösmellű teknős (Chersina angulata)  a hüllők (Reptilia) osztályába  és a teknősök (Testudines) rendjébe és a  Szárazföldi teknősfélék (Testudinidae) családjába tartozó Chersina nem egyetlen faja.
Régebben a Testudo nembe sorolták Tesdudo angulata néven.
A magyar nevét a haspáncélja alakjáról kapta. A feje alatt a páncéljának van egy csőrszerű rész, amelyet a hímek fegyverként is használnak az egymás közötti csatákban.

## Előfordulása
Dél-Afrikában, leginkább Namíbia és a Dél-afrikai Köztársaság területén honos. A sivatagos, száraz, köves vidékeket kedveli, de előfordul a tengerparti részeken is.

## Megjelenése
Testhossza 20-30 centiméter, testtömege 1-1,5 kilogramm. A hímek nagyobbak, mint a nőstények.

## Életmódja
Növényevő, főként fűfélékkel táplálkozik.

## Szaporodása
Nem túl szapora faj, igaz a  nőstények évente 5-7 alkalommal is raknak fészket, de ezekbe csupán 1-2 tojás kerül.